# J'accélère
 (juin 2013).
Si vous disposez d'ouvrages ou d'articles de référence ou si vous connaissez des sites web de qualité traitant du thème abordé ici, merci de compléter l'article en donnant les références utiles à sa vérifiabilité et en les liant à la section « Notes et références ».
Singles de Rohff
Dounia
(2013) Déterminé
(2013)
J’accélère est une chanson du rappeur français Rohff, sortie le 24 juin 2013 sous le major Warner.
Il s'agit du 3e single extrait de son 7e album studio, P.D.R.G. Le clip sort le 9 août 2013 et est de nouveau réalisé par Gil Green, réalisateur de K-Sos musik. Le single entre à la 3e place du site de téléchargement iTunes le jour de sa sortie. Le son a été passé en exclusivité sur Skyrock à 6 h du matin lors du Morning de Difool, le 24 juin 2013, jour initialement prévu pour la sortie de l'album P.D.R.G.

## Classement hebdomadaire
| Classement (2013)                       | Meilleure position |
| --------------------------------------- | ------------------ |
| France (SNEP)                           | 19                 |
| Belgique (Wallonie Ultratop 50 Singles) | 41                 |